# Therese Johaug
Therese Johaug (n. 25 iunie 1988, Dalsbygda⁠(d), Hedmark, Norvegia) este o schioară de fond norvegiană, medaliată olimpică. A participat la 3 ediții ale Jocurilor Olimpice (2010, 2014, 2022) în care a câștigat 3 medalii de aur, o medalie de argint și o medalie de bronz.